# Saxonerpeton geinitzi
Il sassonerpeton (Saxonerpeton geinitzi) è un anfibio estinto, appartenente ai lepospondili. Visse nel Permiano inferiore (Sakmariano, circa 295 - 290 milioni di anni fa) e i suoi resti fossili sono stati ritrovati in Europa (Germania).

## Descrizione
Questo animale doveva assomigliare molto a un'odierna salamandra, ed era di piccole dimensioni: si suppone non superasse i 10 centimetri di lunghezza. Il cranio era di forma triangolare se visto dall'alto, e l'osso jugale possedeva un'ampia e profonda depressione, paragonabile ai canali della linea laterale rinvenuti sul cranio di altri animali imparentati lontanamente, come Microbrachis. Questi solchi erano evidentemente parte del sistema della linea laterale, ma le altre ossa del cranio non ne sono dotate. Si suppone che fossero comunque presenti sulla testa, anche se separate dal cranio da uno strato di tessuto connettivo. 
Vi erano cinque denti nella premascella (gli anteriori erano i più grandi) e ben ventidue in ogni ramo mascellare. Il terzo e il quarto dente erano più grandi degli altri e ricordavano i canini, come anche in Hyloplesion. Tutti i denti, in ogni caso, possedevano una punta smussata.
Il corpo era moderatamente allungato, e si suppone vi fossero 25 vertebre presacrali. Una caratteristica insolita di Saxonerpeton è data dalla presenza di costole presacrali molto robuste immediatamente prima della regione del sacro: questa caratteristica non si riscontra in altre forme simili. La coda era molto corta, così come le zampe anteriori, che apparivano sproporzionate.

## Classificazione
I primi esemplari fossili noti, attualmente attribuiti al genere Saxonerpeton, furono originariamente riferiti al genere Hyloplesion nel 1882. Alcuni esemplari provenienti da Freital (Sassonia) furono descritti con il nome di Hyloplesion fritschi e classificati come piccoli anfibi non-labirintodonti. Tre anni dopo, gli esemplari furono riassegnati da Carl Hermann Credner al genere Hylonomus (Hylonomus fritschi). Nuovi esemplari di altre forme dalla stessa località condussero Credner a ritenere che vi fossero due diversi taxa; uno venne descritto come un anfibio, Hylonomus geinitzi, e l'altro venne considerato un rettile, Petrobates truncatus. 
La confusione venne risolta solo nel 1978, quando alcuni di questi esemplari, presi in esame da Carroll e Gaskill, vennero ridescritti adeguatamente: furono riscontrate chiare caratteristiche da anfibio. In particolare, il nuovo genere (Saxonerpeton) era chiaramente un rappresentante dei microsauri, un gruppo di anfibi lepospondili di piccole dimensioni. La varietà di caratteristiche di Saxonerpeton rende problematica la classificazione: le zampe corte e alcune caratteristiche del cranio (la linea laterale) indicano che potrebbe essere stato vicino a forme come Microbrachis e Hyloplesion, mentre altre caratteristiche craniche e la forma generale della volta cranica lo avvicinerebbero maggiormente a Llistrofus e Hapsidopareion. In ogni caso, Saxonerpeton era sprovvisto della curiosa finestra temporale tipica di questi ultimi due generi.